# Aula d'acollida a Espanya
D'acord amb l'article que aparegué a Revista de Educación de CREADE, la denominació d'aula d'acollida no és igual per tot el territori espanyol. D'aquesta manera veiem que es coneixen amb els següents noms:
- Aulas temporales de Adaptación Lingüística a Andalusia
- Aulas de Español para inmigrantes a Aragó
- Aulas intensivas de inmersión lingüística y aulas de acogida y acceso curricular a Astúries
- Aulas de enlace a Madrid
- Aulas de Acogida a Múrcia
- Aulas de inmersión lingüística a Navarra
- Aulas zonales al País Basc

## Diferències entre comunitats
No existeix en les administracions educatives un marc legislatiu específic referent a aquestes aules. És enormement heterogènia la regulació normativa de les diferents actuacions de L2 que han anat posant en marxa les administracions, així com del rang de la legislació: Lleis, Models, Plans regulats mitjançant Decrets, Resolucions, Instruccions i Circulars. Per exemple a Catalunya i al País Basc hi ha el Pla d'immigració; a Cantabria i a Castella i Lleó el Plan de atención a la diversidad; o a Extremadura el Plan de inclusión social.
A més de no tenir el mateix marc legislatiu, tampoc es dona el mateix grau d'autonomia als centres en el desenvolupament de mesures d'atenció lingüística a l'alumnat estranger. Per exemple a la Rioja cada centre segueix les seves pautes organitzatives; a Ceuta i Melilla és competència del ministeri d'Educació i Ciència; i a altres comunitats recullen les mesures de forma sistemàtica en les seves normatives.
Un aspecte que marca la diferència en la normativa de les Administracions és l'existència d'una o diverses llengües oficials en el seu territori. El desenvolupament legislatiu sobre política lingüística en l'educació fa que se les pugui considerar pioneres en l'adopció de mesures d'adaptació lingüística de l'alumnat. Així doncs la normativa a Catalunya, País Basc, Balears, Comunitat Valenciana i Galícia és anterior, més específica i més detallada que la legislació desenvolupada per la resta de les Comunitats Autònomes.
De totes maneres, totes tenen uns objectius comuns: satisfer la necessitat urgent de l'alumnat estranger que desconeix la llengua vehicular adquireixi les competències lingüístiques i comunicatives necessàries.